# Сінна-Пудуккудіїруппу (Грама Ніладхарі)
Грама Ніладхарі Сінна-Пудуккудіїруппу (№ P/06) — Грама Ніладхарі підрозділу ОС Потувіл, округ Ампара, Східна провінція, Шрі-Ланка.

## Демографія
| Населення (2007) | Населення (2007) | Населення (2007) | Населення (2007) | Населення (2007) |
| Населення        | Чоловіки         | Жінки            | Діти             | Дорослі          |
| ---------------- | ---------------- | ---------------- | ---------------- | ---------------- |
| 2120             | 1051             | 1069             | 857              | 1263             |